# Mission Woods
Mission Woods è un comune degli Stati Uniti d'America, situato nello Stato del Kansas, nella contea di Johnson.